# Avignon-lès-Saint-Claude
Avignon-lès-Saint-Claude là một xã trong vùng hành chính Franche-Comté, thuộc tỉnh Jura, quận Saint-Claude, tổng Saint-Claude. Tọa độ địa lý của xã là 46° 23' vĩ độ bắc, 05° 50' kinh độ đông. Avignon-lès-Saint-Claude nằm trên độ cao trung bình là 729 mét trên mặt nước biển, có điểm thấp nhất là 580 mét và điểm cao nhất là 917 mét. Xã có diện tích 7.83 km², dân số vào thời điểm 2004 là 337 người; mật độ dân số là 43 người/km².

## Địa điểm tham quan
Nhà thờ của làng được xây dựng trong thế kỉ 17.